# Château de Bolsover
Le château de Bolsover (Bolsover Castle) est un monument classé situé dans le district de Bolsover, près de Chesterfield (Derbyshire).

## Historique
Construit au XIIe siècle par la famille Peveril, déjà détentrice du château de Peveril, il tombe dans le domaine royal en 1155. Laissé à l'abandon sous le règne de Henry III, il est finalement acheté en 1608 par Charles Cavendish, fils de Bess de Hardwick, qui entame sa reconstruction et la construction du Petit Château.
Son fils, William Cavendish, le futur duc de Newcastle, le restaure et l'agrandit après les dommages causés par les têtes rondes pendant la guerre civile, y ajoutant une Longue Galerie et de somptueuses pièces de réception (The Terrace Range). Passionné d'équitation et de dressage, William Cavendish fit aussi construire le manège et ses dépendances (The Riding House).

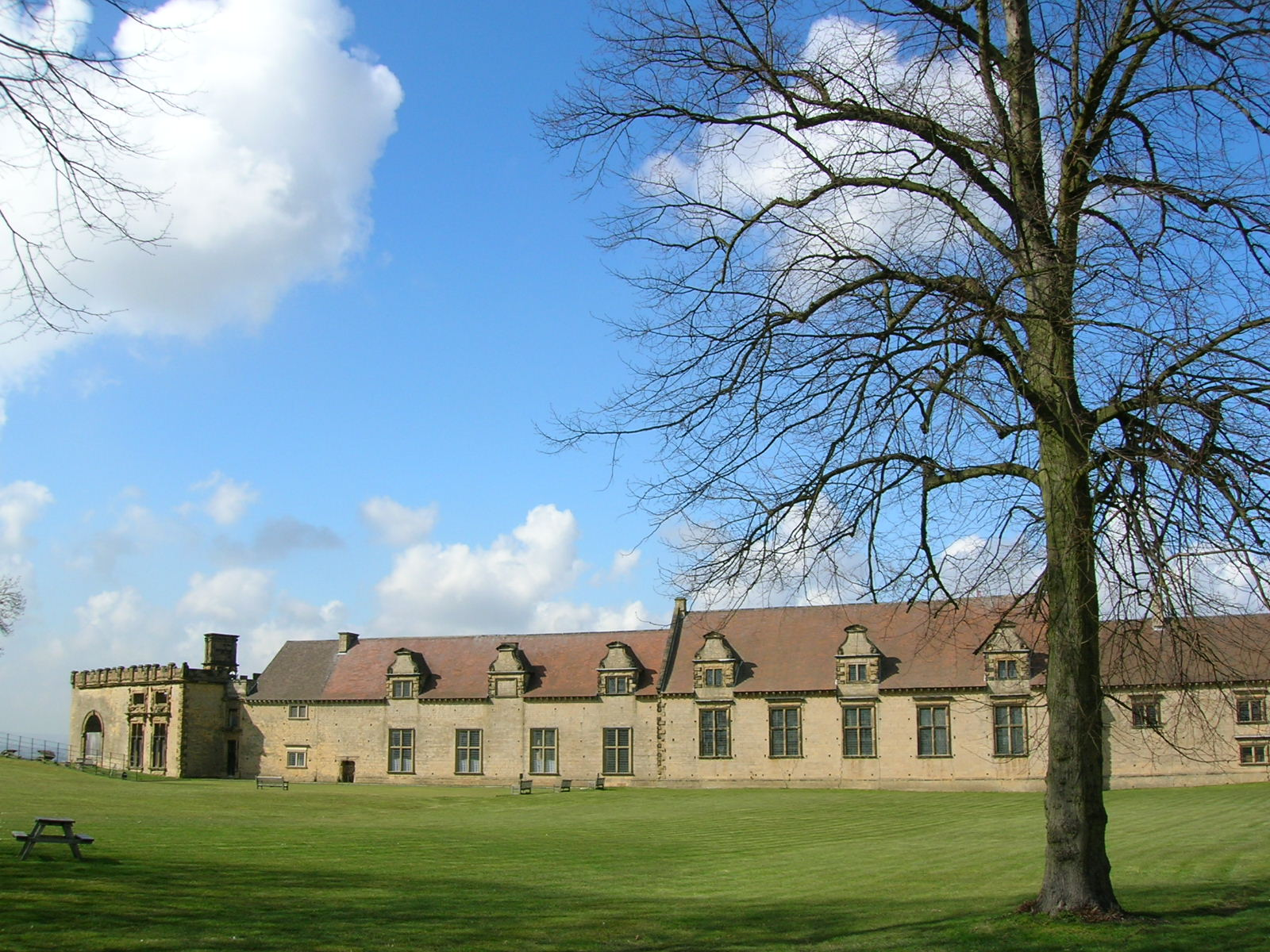
Le manège et les écuries (côtés extérieurs).

Inhabité depuis 1883, en partie en ruine, il devient patrimoine national en 1945, géré depuis par l’English Heritage. Ce monument classé depuis le 23 mars 1985 (Grade I listed building) est considéré comme un site architectural d'intérêt historique important (scheduled monument).

## Photos

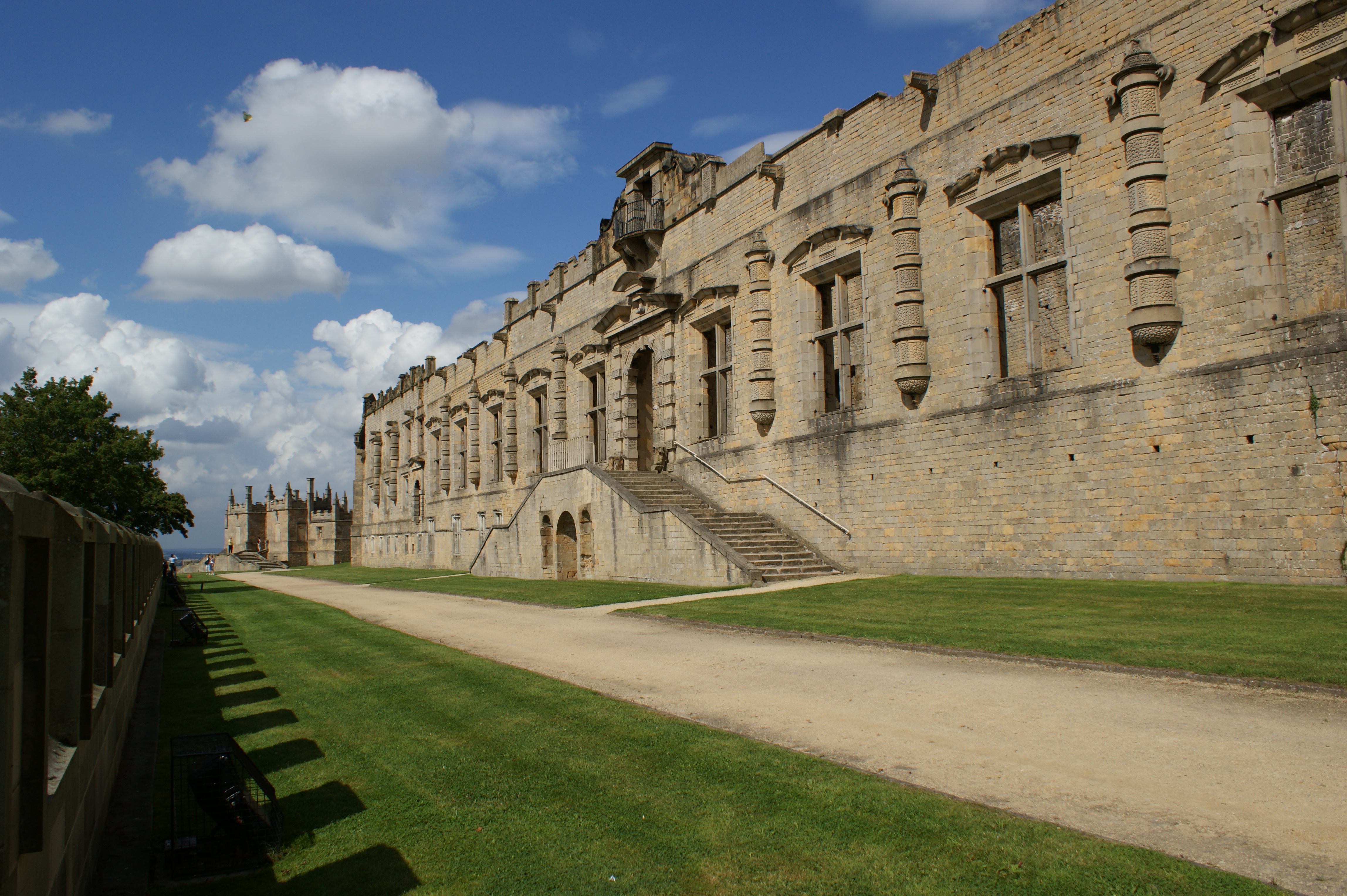
La grande galerie.
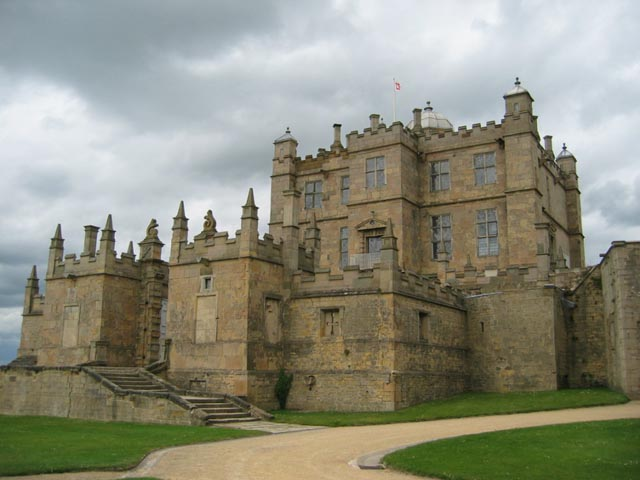
Le petit château.
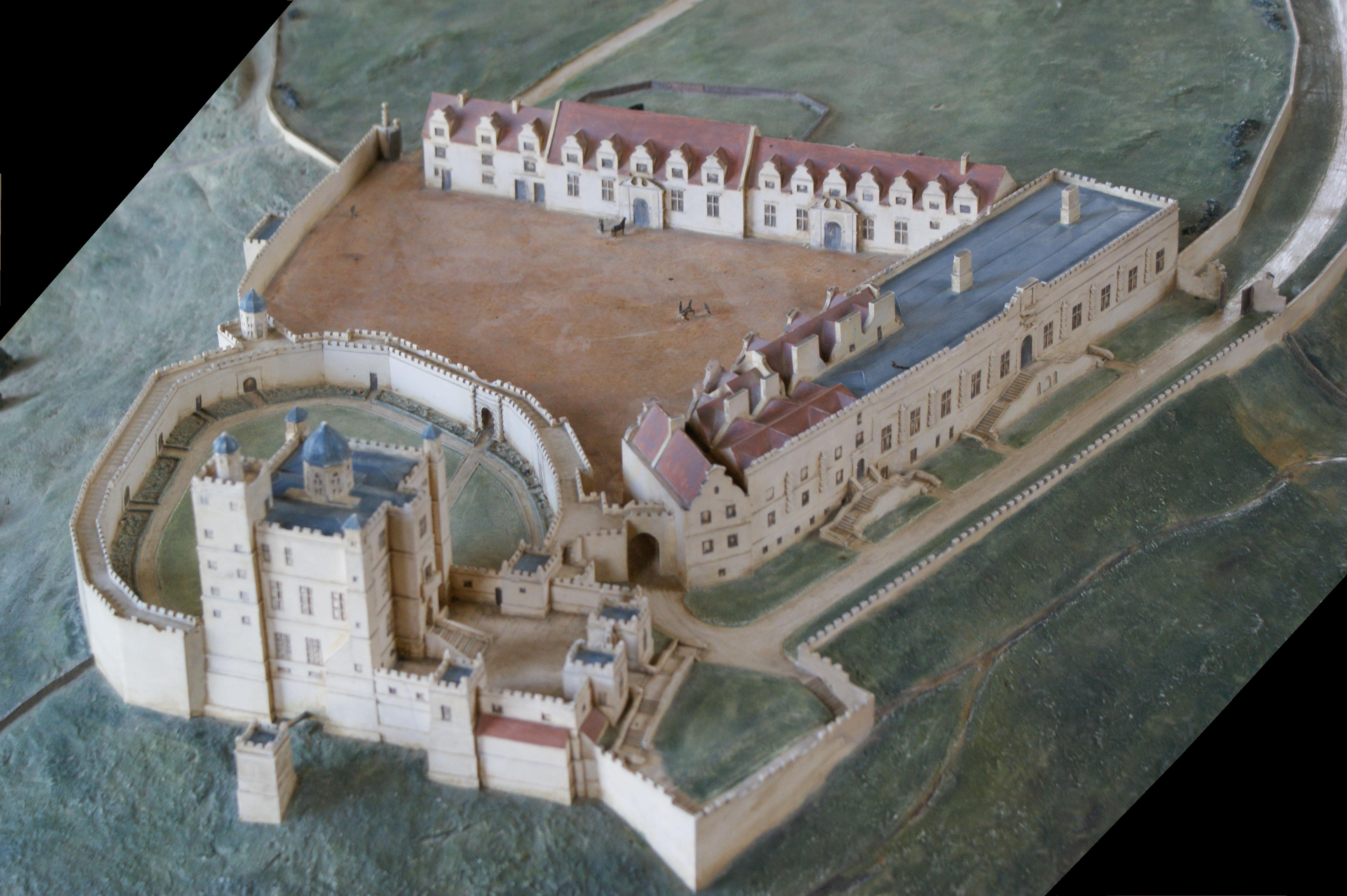
Maquette du château tel qu'il devait être, fin XVIIe siècle.